# Skrośna modulacja fazy
Skrośna modulacja fazy – z angielskiego Cross Phase Modulation (XPM) jest nieliniowym efektem zachodzącym w transmisji optycznej, w której jedna długość fali zmienia fazę fali o innej długości poprzez optyczny efekt Kerra.

## Wykorzystanie XPM
Skrośna modulacja fazy może być wykorzystywana do implementacji niektórych urządzeń sieci optycznej, m.in. konwertera długości fali, który z kolei może być wykorzystany jako komponent bardziej skomplikowanych układów jak multiplekserów czy przełączników optycznych.